# Ñ

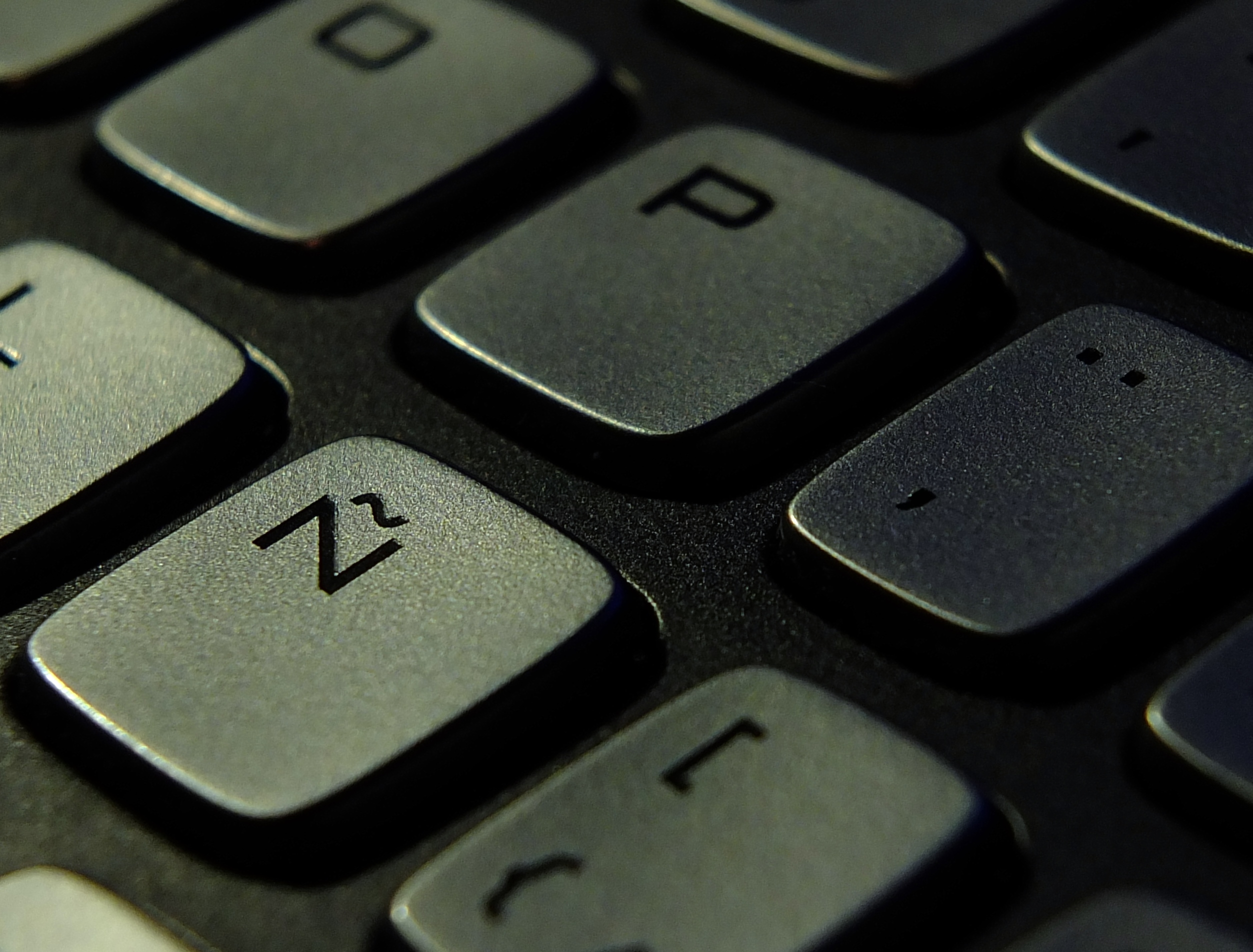
La tastiera spagnola ha un tasto apposito per la Ñ

Ñ (minuscolo ñ) (nome spagnolo: eñe; nome italiano: egne; fonetica IPA: [‘eɲe]) è una lettera del moderno alfabeto latino formata da una N con una tilde. 
È usata nella scrittura di varie lingue iberiche quali spagnolo (dove è chiamata eñe), basco, asturiano, galiziano, leonese e aragonese (secondo la Grafía de Uesca). È inoltre impiegata da varie lingue dei territori che hanno fatto parte dell'Impero spagnolo, quali quechua, mapudungun, guaraní e papiamento in Sudamerica; chamorro sull'isola di Guam; filippino, chavacano e lingue visayane nelle Filippine. In tutte queste lingue è utilizzata per rappresentare i suoni [ɲ] or [nʲ], assimilabili al suono italiano gn in parole come gnomo. Nell'alfabeto spagnolo, Ñ è considerata una lettera a sé stante, e nell'ordine alfabetico segue la N e precede la O.
Viene impiegata anche per indicare il suono [ŋ] (pari al digrafo ng di mango) in kazako, tataro di crimea e nauruano, nonché nella romanizzazione del quenya e nell'alfabeto panturco. 
In bretone e in rohingya non indica un suono specifico bensì la nasalizzazione della vocale precedente.
È normalmente presente sulle tastiere spagnole, a destra della lettera L, e si ottiene sulle tastiere non spagnole, con la combinazione di tasti:
- secondo la codifica DOS:
  - ALT+164 per la sua versione minuscola: ñ;
  - ALT+165 per la sua versione maiuscola: Ñ;
- secondo la codifica Windows:
  - ALT+0241 per la sua versione minuscola: ñ;
  - ALT+0209 per la sua versione maiuscola: Ñ.